# C-101 (航空機)
C-101 アビオジェット
スペイン空軍のパトルーラ・アギラが使用するE.25 ミルロ
- 用途：練習機
- 製造者：CASA
- 運用者

  -  スペイン（スペイン空軍）
  -  チリ（チリ空軍）
  -  ホンジュラス（ホンジュラス空軍）
  -  ヨルダン（ヨルダン空軍）
- 初飛行：1977年6月27日
- 生産数：145機
- 運用開始：1980年
- 運用状況：現役

CASA C-101 アビオジェット（Aviojet）は、スペイン空軍のジェット練習機である。「C-101 アビオジェット」は、CASA社が付けた名称で、スペイン空軍ではE.25 ミルロ(E.25 Mirlo)の制式名称を付与している。

## 概要
1975年9月、スペイン空軍のジェット練習機として開発が始まり、1976年にCASA社が公式に開発契約を結んだ。契約に「1978年末までに原型機4機の製造、1500時間の飛行試験を完了すること」などがあるため、CASA社はドイツのMBB社とアメリカのノースロップ社に機体の一部設計を委託した。
座席は後席が一段高い縦列複座、主翼はほぼ直線翼に近い低翼、ターボファンエンジン、胴体は両側面に空気取り入れ口、後部はエンジン上方でブーム状になり垂直尾翼へと続いている。また、整備を簡単にするために機体各部はモジュラー構造になっている。
原型機XE-25は1977年6月27日に初飛行し、1978年末には試作機4機がスペイン空軍に評価用に引き渡された。1980年3月17日よりE.25ミルロの名称で、量産型C-101EBの引き渡しが開始された。
C-101BBは輸出用で、胴体下と主翼下に6か所のハードポイントを持ち、エンジンをギャレット社製TFE731-3-1Jに換装している。C-101BBは、チリ空軍がT-36ハルコンの名称で採用し、後半納入分はチリのエナエル社で組み立てが行われた。
C-101CCはC-101BBの発展型で、エンジンをギャレット社製TFE731-5-1Jへ換装し、兵装搭載量と燃料搭載量が増加している。初号機が1983年11月16日に初飛行した。チリではA-36ハルコンの名称でライセンス生産された。
C-101DDはC-101CCの能力向上型で、新型の電子機器類（GECアビオニクス AD6601 ドップラー慣性プラットフォーム及び兵装照準コンピューター）、ヘッドアップディスプレイ（HUD）、AN/ALR-66レーダー警戒装置、ビンテン・チャフ/フレアディスペンサーを装備し、コクピットにはHOTAS概念を導入した。試作機は1985年5月25日に初飛行したが、発注がなく量産されなかった。
チリ空軍は、フランスのSAGEM社とA-36の能力向上改修契約を交わし、HUDの装備、HOTAS概念の導入、GPS/INS併用航法・攻撃システムなどの改修を行った。改修された12機は、A-36ハルコンIIと名称された。
2017年2月、スペイン政府は、空軍のC-101のスペアパッケージ契約を進め、有効期間をさらに4年間延長した。空軍のスポークスマンはジェーンの取材に対し8年前に初めて議題に上がった後継機について「現時点ではこれ以上の情報はない」とした。

## 採用国
- スペイン：スペイン空軍
- チリ：チリ空軍
- ホンジュラス：ホンジュラス空軍
- ヨルダン：ヨルダン空軍

## 各型
- XE-25：原型機。エンジンはTFE731-2-2 ターボファンエンジン(推力1,588kg) 1基
- C-101EB：複座練習機型。スペイン空軍呼称E.25。
- C-101BB：輸出用武装練習機型。チリ空軍呼称T-36ハルコン。ホンジュラス軍も採用。
- C-101CC：輸出用軽攻撃機型。チリ空軍呼称A-36ハルコン。ヨルダン空軍も採用。
- C-101DD：CCの能力向上型。原型機1機。
- A-36ハルコンII：A-36の能力向上改修型。
- A-36トクィ：A-36へのシーイーグル空対艦ミサイル運用能力付与計画型。

## 主要諸元（C-101BB）
- 全長：12.50m[1]
- 全幅：10.60m[1]
- 全高：4.25m[1]
- 自重：3,500kg[1]
- 最大離陸重量：4,850kg（練習機型）　5,600kg（攻撃機型）
- エンジン：ギャレット社製TFE731-3-1J ターボファンエンジン(推力1,678kg)  1基[1]
- 最高速度：430kt (796km/h)[1]　最大マッハ数 M0.8
- 巡航速度：330kt (611km/h)
- 航続距離：フェリー時2,000nm (3,704km)[1]
- 戦闘行動半径：280nm (519km)
- 乗員：2名[1]